# Джон, Ола
О́ла Джо́н (нидерл. Ola John; род. 19 мая 1992, Зведру) — нидерландский футболист, полузащитник клуба «Аль-Араби» из Унайзы.

## Биография
Ола Джон родился в Либерии. Вместе с матерью и братьями бежал в Нидерланды. Его отец погиб во время Первой гражданской войны в Либерии. Джон больше не возвращался на Африканский континент. Как и его братья Коллинс и Пэдди, присоединился к академии «Твенте».
Дебютировал за основной состав «Твенте» в сезоне 2010/11 в кубковой игре против команды «VV Capelle». Он вышел на замену вместо Насера Шадли в концовке матча. «Твенте» разгромил соперника со счётом 4:1. 18 декабря продлил контракт до 2014 года.
Сезон 2011/12 стал настоящим прорывом в карьере Ола Джона. Под руководством Ко Адриансе он стал основным игроком и одним из лидеров команды. На групповом этапе Лиги Европы он отдал 6 голевых пасов. В чемпионате поучаствовал в разгроме «Утрехта», забив 2 мяча. Матч закончился убедительной победой «Твенте» со счетом 6:2.
24 мая 2012 года Джон перешёл в «Бенфику».
17 января 2014 года Джон был арендован «Гамбургом» до конца сезона.
Летом 2014 года вернулся в «Бенфику». 29 мая 2015 года Джон забил победный гол в ворота «Маритиму» (2:1) в финале Кубка португальской лиги.
1 сентября 2015 года Джон был отдан в аренду с правом выкупа английским клубом «Рединг» из Чемпионшипа. С тех пор успел сыграть за клуб из Рединга 16 матчей в национальном чемпионате.
21 июля 2018 года Джон подписал трехлетний контракт с клубом «Витория Гимарайнш».
6 октября 2020 года подписал контракт до конца сезона с клубом «Валвейк».
За сборную Нидерландов дебютировал 6 февраля 2013 года в товарищеском матче против Италии.

## Статистика

### Матчи Джона за сборную Нидерландов
| Матчи Джона за сборную Нидерландов | Матчи Джона за сборную Нидерландов | Матчи Джона за сборную Нидерландов | Матчи Джона за сборную Нидерландов | Матчи Джона за сборную Нидерландов | Матчи Джона за сборную Нидерландов |
| ---------------------------------- | ---------------------------------- | ---------------------------------- | ---------------------------------- | ---------------------------------- | ---------------------------------- |
| №                                  | Дата                               | Соперник                           | Счёт                               | Голы Джона                         | Соревнование                       |
| 1                                  | 6 февраля 2013                     | Италия                             | 1:1                                | —                                  | Товарищеский матч                  |

Итого: 1 матч / 0 голов; 0 побед, 1 ничья, 0 поражений.

## Достижения
«Твенте»
- Обладатель Кубка Нидерландов: 2010/11
- Обладатель Суперкубка Нидерландов: 2011

«Бенфика»
- Чемпион Португалии (3): 2013/14, 2014/15, 2015/16
- Обладатель Кубка Португалии: 2013/14
- Обладатель Кубка португальской лиги (2): 2013/14, 2014/15
- Обладатель Суперкубка Португалии: 2014